# The Borneo Horns
The Borneo Horns é uma banda de sopros estado-unidense fundada em 1983 pelos saxofonistas Lenny Pickett (também conhecido pelo seu trabalho como diretor musical do programa Saturday Night Live), Steve Elson e Stan Harrison. 
A banda já acompanhou em turnês e trabalhou em álbuns de diversos artistas reconhecidos, incluindo David Bowie, Grace Jones e Duran Duran.  
Individualmente, lançaram em 1987 o álbum instrumental de jazz "Lenny Pickett With The Borneo Horns".